# Jardin de simples (Budapest)
Le Jardin de simples (en hongrois : Füvészkert « jardin d'herboriste », prononcé : [ˈfyveːskɛɾt] ; en latin : Hortus Botanicus), anciennement jardin botanique de l'Université Loránd Eötvös (ELTE Botanikus Kert), plus connu sous le nom de Jardin botanique (Botanikus Kert) est une aire protégée située à Budapest, à proximité de l'Université nationale de l'administration publique dans le 8e arrondissement.